# 411vm 12
411vm 12 je dvanajsta številka 411 video revije in je izšla maja 1995. Članek Private property Eastern skateboard supply je posvečen Chet Childressovi mami.

## Vsebina številke in glasbena podlaga
Glasbena podlaga je navedena v oklepajih.
- Openers Chany Jeanguenin, Gershon Mosely, Armando Barajas, Vinnie Ponte, Ed Templeton, Chad Fernandez, Phil Shao
- Chaos (Tha alkoholiks - The next level)
- Profiles Paul Zitzer, Matt Reason (Tha alkoholics - Let it out)
- Wheels of fortune Chris Keefe, Tony Cox (DJ Krush - Interlude krush, Palmskin productions - Slipper suite)
- Contests Slam city jam, Santa Rosa skatepark (Man will surrender - Silent pain, Rhythm collision - Pictures on my wall, Man will surrender - Another point of view)
- Rookies Clyde Singleton, Moses Itkonen (Mobb deep - Survival of the fittest, Mobb deep - Eye for an eye)
- Industry Black label (The vandals - Shi'ite punk)
- Road trip Turneja po Avstraliji s Steve Berro in Jamie Thomasom, Planet earth/Rhythm v Vankuvru (Shrinking violets - Dead pop stars, Fretblanket - Big fat ugly)
- Private property Eastern skateboard supply

Glasba v zaslugah je Mobb deep - Right back at you.